# وندی راکوئل رابینسون
وندی راکوئل رابینسون (انگلیسی: Wendy Raquel Robinson؛ زادهٔ ۲۵ ژوئیهٔ ۱۹۶۷) یک هنرپیشه اهل ایالات متحده آمریکا است.

## زندگینامه
رابینسون در لس آنجلس ، کالیفرنیا متولد شد. او در دانشگاه هاوارد تحصیل کرد و فارغ التحصیل لیسانس هنرهای زیبا در درام شد.
در سال 1996 ، رابینسون کنسرواتوار شگفت انگیز خیریه را تاسیس کرد ، این مدرسه عمدتاً در خدمت آموزش هنری و تولید رسانه ای کودکان 8 تا 18 ساله ای است که از زمینه های اقتصادی و اجتماعی محروم هستند. رابینسون از زمان تأسیس تاکنون به عنوان مدیر اجرایی مدرسه خدمت کرده است. این مدرسه پناهگاه و آموزش امنی برای هزاران جوان را فراهم کرده است. برخی از برجسته ترین اعضا این مدرسه عبارتند از: رین نیکول براون ال وارنر و سلنا تورموند (خبرنگار دیزنی).

## گزیده فیلمشناسی
از فیلم‌ها یا برنامه‌های تلویزیونی که وی در آن نقش داشته‌است می‌توان به آثار زیر اشاره کرد.
- مردگان متحرک (۱۹۹۵) در نقش سلست
- دختر شایسته اخلاق (۲۰۰۰) در نقش لزلی دیویس؛ بانوی کالیفرنیا
- با یا بدون تو  (۲۰۰۳) در نقش سرنا
- ریباند (۲۰۰۵) در نقش جنی
- یک چیز جدید (۲۰۰۶) در نقش چریل
- فرزندان (۲۰۱۵) در نقش کرولا دویل
- مرگ‌بازان (۲۰۱۷) در نقش مادر سوفیا
- خیال باطل (۱۹۹۴) ۱ قسمت
- چشم، عزیزم (۲۰۰۲) ۱ قسمت
- مرد خانواده (۲۰۰۷) ۱ قسمت
- آناتومی گری (۲۰۱۰) ۱ قسمت

## جایزه
برنده جایزه ایمیج بازیگر زن برجسته در یک سریال کمدی (The game)